# 4,4'-MDI
Le 4,4'-diisocyanate de diphénylméthylène ou 4,4'-MDI (pour Methylene diphenyl 4,4'-diisocyanate), connu également sous le nom de « MDI pur » est l'un des monomères de départ utilisé pour la production industrielle de polyuréthane. C'est un composé organique très utilisé dans l'industrie. Les autres isomères du MDI, parmi lesquels le 2,2'-MDI et le 2,4'-MDI, sont beaucoup moins utilisés. Le mélange de tous les monomères de MDI (le plus souvent constitué principalement de 4,4'-MDI et d'une petite quantité de 2,4'-MDI) est appelé MDI de polymérisation.
Le MDI est très réactif et s'hydrolyse rapidement pour former du MDA (4,4'-méthylène dianiline).

## Production
Le 4,4'-MDI est produit par l'industrie pétrochimique, qui produit les précurseurs du MDI (méthylène dianiline et phosgène) à partir de formaldéhyde et d'aniline. Le groupe fonctionnel amine de l'aniline est converti en cyanate par le phosgène :
formaldéhyde + aniline → MDA
puis
MDA + phosgène → MDI
La production annuelle globale de MDI dépasse les cinq millions de tonnes.[réf. souhaitée]

## Utilisation
L'utilisation principale du 4,4'-MDI concerne la production de polyuréthane. La production d'une tonne de polyuréthane nécessite environ 0,6 tonne de 4,4'-MDI. Les polyuréthanes rigides sont de bons isolants thermiques, et sont utilisés dans la plupart des réfrigérateurs domestiques ainsi que dans le bâtiment.
Il sert aussi à la production de polyisocyanurate, ce qui confère au produit des qualités supérieures à celles des polyuréthanes, comme la résistance au feu.

## Toxicité
Une exposition aiguë provoque des lésions parfois graves des muqueuses respiratoires. La peau et les yeux peuvent également présenter une irritation  particulièrement importante. Des signes neurologiques non spécifiques ont été rapportés. Une exposition répétée donne lieu à des manifestations allergiques : eczéma, asthme, pneumopathie d'hypersensibilité, conjonctivites. Néanmoins, les études disponibles n'ont apporté aucune conclusion sur d'éventuels effets génotoxique, cancérogène ou de toxicité sur la reproduction chez l'homme pour cette substance.

### Toxicologie professionnelle
Des mesures de prévention sont préconisées pour le stockage et la manipulation. Il conviendra d'éviter l'exposition des salariés atteints d’affection respiratoire chronique (en particulier les asthmatiques et les bronchitiques) et de ceux ayant déjà présenté une allergie au 4,4'-MDI ou à tout autre isocyanate. En plus de l’examen clinique, une radiographie pulmonaire et des épreuves fonctionnelles respiratoires de base (courbe débits-volumes au minimum et étude de la diffusion de l’oxyde de carbone si nécessaire) devront faire partie du suivi médical ; ces examens seront réalisés à l’embauche et pratiqués régulièrement ou en cas d’apparition de troubles respiratoires.